# George Clinton (politico)
George Clinton (New Windsor, 26 luglio 1739 – Washington, 20 aprile 1812) è stato un militare e politico statunitense, considerato uno dei padri fondatori degli Stati Uniti.
Importante esponente del Partito Democratico-Repubblicano, Clinton fu il quarto vicepresidente degli Stati Uniti d'America dal 1805 fino alla sua morte, nel 1812. Fu anche il primo governatore dello Stato di New York, dal 1777 al 1795. In seguito, ricoprì nuovamente la carica dal 1801 al 1804. Insieme a John C. Calhoun, è uno dei due vicepresidenti a svolgere il mandato con due diversi presidenti.
Clinton prestò servizio nella guerra franco-indiana, raggiungendo il grado di tenente della milizia coloniale. Iniziò la pratica legale dopo la guerra e servì come procuratore distrettuale per la città di New York. Divenne quindi il primo governatore dello Stato di New York nel 1777, rimanendo in carica fino al 1795. Clinton sostenne la causa dell'indipendenza durante la guerra d'indipendenza americana e servì nell'Esercito continentale, nonostante la sua posizione di governatore. Durante e dopo la guerra, Clinton fu uno dei principali oppositori dell'ingresso del Vermont nell'Unione a causa delle controversie sulle rivendicazioni territoriali.
Clinton si oppose alla ratifica della Costituzione degli Stati Uniti d'America, divenendo un eminente antifederalista sostenendo l'aggiunta del cosiddetto Bill of Rights degli Stati Uniti (cioè i primi dieci emendamenti della Costituzione). All'inizio degli anni 1790, emerse come leader del nascente Partito Democratico-Repubblicano venendo candidato nelle elezioni presidenziali del 1792. Clinton con 50 voti elettorali si piazzò terzo, dietro il presidente George Washington, rieletto all'unaninimità, e al vicepresidente uscente John Adams, che ottenne così la rielezione grazie a 77 grandi elettori. Nel 1795, Clinton non cercò la rielezione a Governatore di New York, ma venne nuovamente eletto nel 1801, rimanendo in carica fino al 1804. Il suo è stato il mandato a governatore più lungo della storia degli Stati Uniti fino al 2015, quando Terry Branstad ha superato il suo record.
Clinton è stato nuovamente scelto come candidato alla vicepresidenza dal Partito Democratico-Repubblicano nelle elezioni del 1804, quando il presidente Thomas Jefferson ruppe i rapporti con il vicepresidente uscente Aaron Burr. In seguito, Clinton cercò la nomina presidenziale del suo partito nelle elezioni del 1808, ma il caucus nominò James Madison. Nonostante la sua opposizione a Madison, Clinton venne comunque rieletto vicepresidente e tale rimase fino alla sua morte nel 1812, lasciando così vacante, per la prima volta nella storia degli Stati Uniti, la carica di vicepresidente. Il nipote di Clinton, DeWitt Clinton, proseguì l'azione politica della sua famiglia a New York dopo la morte dello zio, prima come sindaco della città e poi come governatore dello Stato.

## Primi anni di vita
Clinton nacque nel 1739 a Little Britain, nella provincia di New York. I suoi genitori erano il colonnello Charles Clinton ed Elizabeth Denniston Clinton, immigrati presbiteriani che avevano lasciato la contea di Longford, in Irlanda, nel 1729 per sfuggire alle persecuzioni religiose che, nell'Irlanda posta sotto il dominio inglese, discriminavano in modo significativo i protestanti non anglicani e i cattolici. I suoi interessi politici furono ispirati dal padre, che era un agricoltore, agrimensore e speculatore terriero, e prestò servizio come membro dell'assemblea coloniale di New York. George Clinton era il fratello del generale James Clinton e zio del futuro governatore di New York, DeWitt Clinton. George venne istruito da un sacerdote scozzese.

### Guerra franco-indiana
Durante la guerra franco-indiana servì per la prima volta sulla nave Defiance attiva nei Caraibi, prima di arruolarsi nella milizia provinciale, dove raggiunse il grado di tenente, mentre il padre ricopriva il grado di colonnello. Nel 1758, agli ordini del generale Bradstreet, George partecipò, insieme al padre, alla battaglia di Fort Frontenac, tagliando una delle principali linee di comunicazione e rifornimento tra i centri orientali di Montreal e Quebec City e la parte occidentale territori coloniali francesi. George e il fratello James furono determinanti nella cattura di una nave francese.

## Carriera politica

Stemma di George Clinton

Il rapporto sulla frontiera di New York, redatto da suo padre, impressionò così tanto il governatore provinciale (anch'egli chiamato George Clinton e menzionato come "un lontano parente") che, nel 1748, a Charles Clinton fu offerta la posizione di sceriffo della città di New York e della contea circostante. Dopo che l'anziano Clinton declinò, il governatore designò George come successore del Cancelliere del Tribunale ordinario della contea di Ulster, una posizione che avrebbe assunto nel 1759 e mantenuto per i successivi 52 anni.

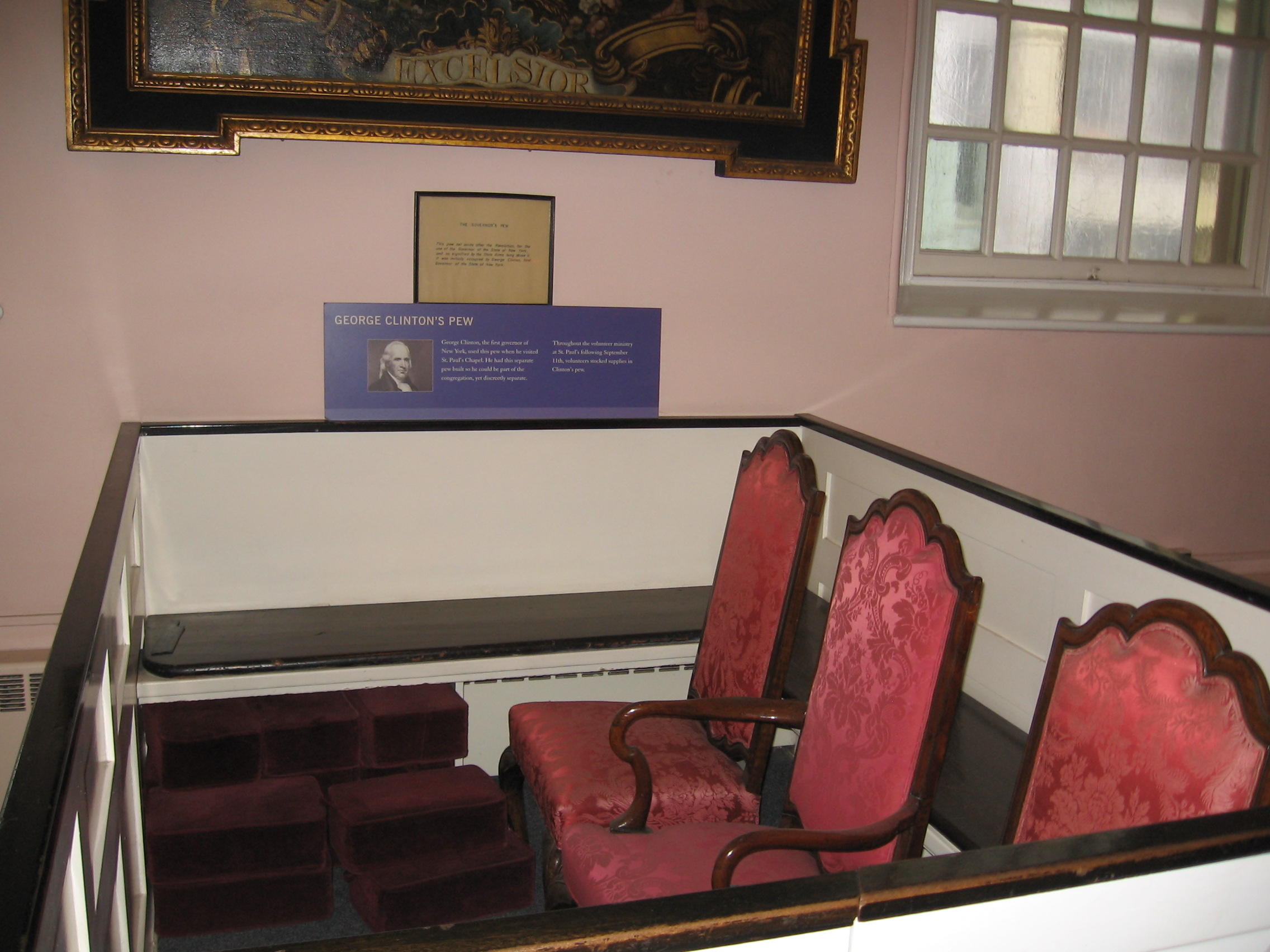
Banco di Clinton, St. Paul's Chapel a New York

Dopo la guerra, studiò legge a New York con l'avvocato William Smith. Tornò a casa, al tempo parte della contea di Ulster, e, nel 1764, iniziò il praticantato legale. L'anno successivo divenne procuratore distrettuale e dal 1768 al 1775 fu rappresentante della propria contea nell'Assemblea generale di New York, allineato alla fazione anti-britannica di Livingston. Il fratello James era un membro del Congresso provinciale di New York che si riunì a New York il 20 aprile 1775.

### Rivoluzione americana
Come membro dell'Assemblea Generale di New York, Clinton fu un avversario delle politiche britanniche nelle Colonie. Nel gennaio 1775 presentò una mozione per l'approvazione delle risoluzioni del primo congresso continentale. L'Assemblea respinse la mozione e Clinton avvertì che le colonie avrebbero presto dovuto prendere le armi. Nel marzo dello stesso anno presentò due volte una mozione per dichiarare che il parlamento britannico non aveva il diritto di imporre tasse sulle colonie americane. Le sue azioni catturarono l'attenzione del Congresso Provinciale, che lo elesse tra i delegati di New York al secondo congresso continentale. A Filadelfia, Clinton si insediò il 15 maggio 1775, restando delegato fino all'8 luglio 1776. Tuttavia, nel dicembre 1775, il Congresso provinciale gli commissionò, con il grado di generale di brigata della milizia dello Stato di New York, l'incarico di difendere le Highlands del fiume Hudson dall'attacco britannico, obbligandolo all'assenza in molte sessioni del congresso continentale. Si dimise dal suo seggio prima che a tutti i delegati di New York fosse concesso il permesso di votare o firmare la Dichiarazione di Indipendenza, ma si dimostrò un acceso sostenitore dell'indipendenza americana, fino a suggerire, in un discorso al Congresso, di offrire una ricompensa per l'assassinio di re Giorgio III. Mentre comandava le forze della milizia dello Stato di New York, costruì, lungo il fiume Hudson, due forti tra i quali fece stendere una grossa catena per impedire alle forze britanniche di New York di navigare verso nord.

### Governatore in tempo di guerra
Il 25 marzo 1777 Clinton fu nominato generale di brigata dell'esercito continentale. Nel giugno dello nstesso anno fu eletto contemporaneamente Governatore e Vicegovernatore di New York. Si dimise formalmente dall'ufficio di Vicegovernatore e giurò come Governatore il 30 luglio 1777. Fu rieletto cinque volte, restando in carica fino al giugno 1795. Anche se eletto governatore, ricorprì il suo incarico nell'esercito continentale e comandò le forze a Fort Clinton e Fort Montgomery il 6 ottobre 1777, rimanendo nell'esercito fino al suo scioglimento, il 3 novembre 1783.

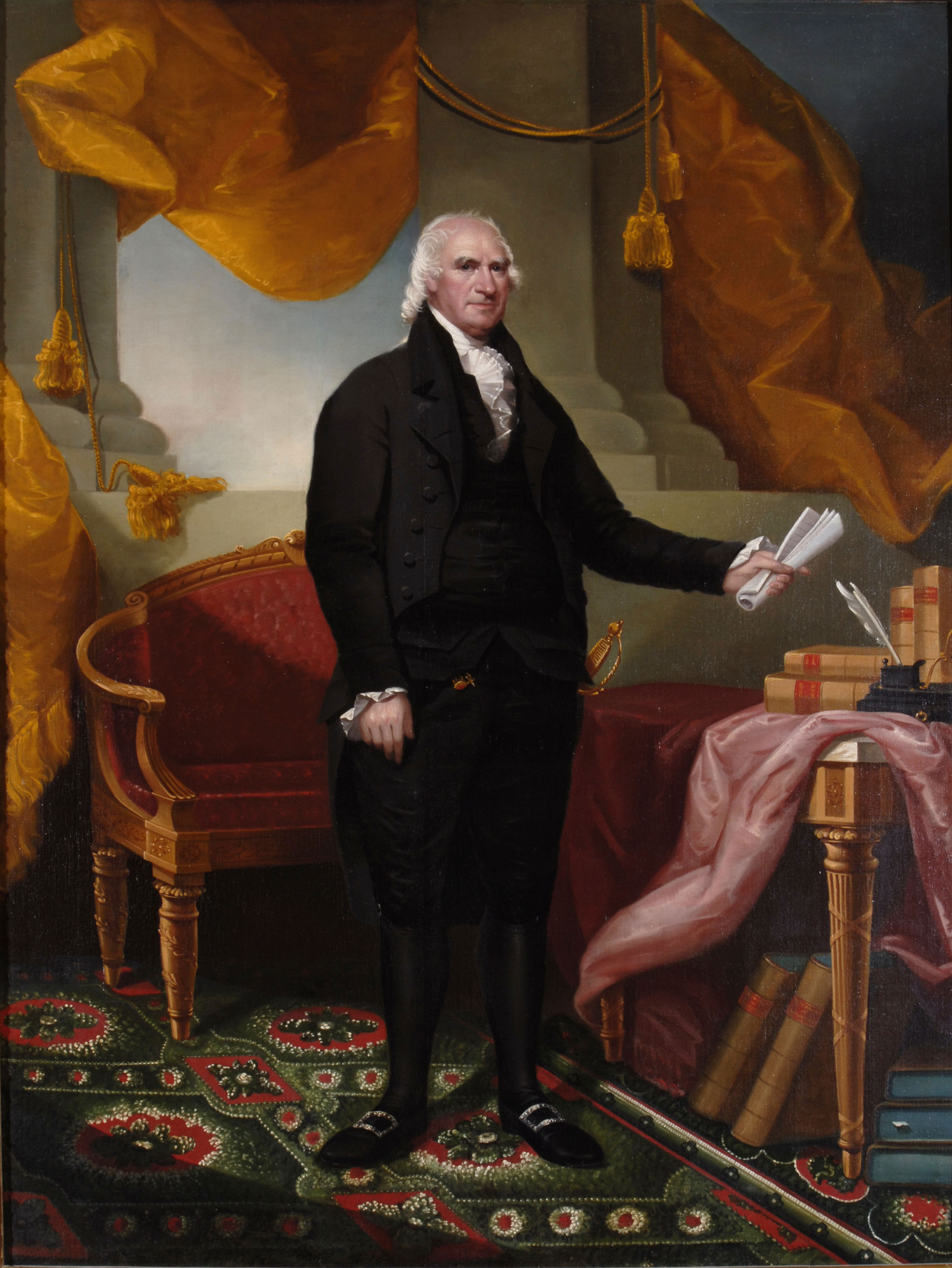
Ritratto governativo di George Clinton, di Ezra Ames

Era noto per il suo odio per i Tory e utilizzò il sequestro e la vendita delle loro proprietà per mantenere basse le tasse. Sostenitore e amico di George Washington, fornì cibo alle truppe a Valley Forge, cavalcò con Washington alla prima inaugurazione e diede una cena impressionante per celebrarla. Nel 1783, a Dobbs Ferry, Clinton e Washington negoziarono con il generale Sir Guy Carleton la partenza delle truppe britanniche dalle loro rimanenti posizioni negli Stati Uniti. Nello stesso anno, Clinton divenne un socio fondatore della Società dei Cincinnati e ne fu presidente dal 1794 al 1795.

### Leader nazionale
Negli anni 1780, Clinton appoggiò Alexander Hamilton nella richiesta di un governo federale più forte di quanto previsto negli Articoli della Confederazione. Tuttavia, in seguito, mutò opinione fino a opporsi alla proposta di Hamilton di consentire al Congresso l'imposizione di tariffe, temendo che ciò avrebbe potuto danneggiare in modo significativo la principale fonte di reddito del suo Stato d'origine. Divenne così uno dei più importanti oppositori della Costituzione degli Stati Uniti, che avrebbe concesso nuovi poteri al governo federale. Per queste ragioni, dopo che New York e altri Stati ebbero ratificato la Costituzione, Clinton si concentrò sull'approvazione di emendamenti volti a ridurre i poteri del governo federale. Nel 1791, tre anni dopo la ratifica, gli Stati approvarono il Bill of Rights degli Stati Uniti, i primi dieci emendamenti costituzionali.
Lo storico Herbert Storing identificò in Clinton l'autore, sotto lo pseudonimo "Cato", dei saggi antifederalisti apparsi sui giornali di New York durante i dibattiti sulla ratifica. Tuttavia, la paternità dei saggi rimane controversa.
Nelle prime elezioni presidenziali statunitensi, tenute dal 1788 al 1789, molti antifederalisti sostennero Clinton per la carica di vicepresidente. I federalisti si raggrupparono sostenendo la candidatura di John Adams, che, giunto secondo nel voto elettorale dietro a George Washington, venne nominato vicepresidente. Clinton ricevette solo tre voti elettorali, anche perché lo Stato di New York non fu in grado di nominare una lista di propri elettori, a causa dello stallo parlamentare in cui versava.
Nelle successive elezioni presidenziali del 1792, fu scelto dal nascente Partito Democratico-Repubblicano come candidato alla vicepresidenza. Infatti, i democratici-repubblicani si unirono all'acclamazione generale di Washington per un secondo mandato, ma non gradivano il presunto atteggiamento "monarchico" del vicepresidente Adams. Clinton venne scelto perché gli elettori della Virginia non potevano votare per Washington e per un altro virginiano, come il Segretario di Stato Thomas Jefferson. Clinton ricevette 50 voti elettorali, contro i 77 per Adams. La candidatura di Clinton fu danneggiata dal suo atteggiamento smaccatamente antifederalista e dalla sua rielezione a governatore nel 1792. In tale circostanza, infatti, Clinton vinse per soli 108 voti e il voto della contea di Otsego, a lui sostanzialmente avverso, fu escluso per un cavillo.
Nel 1795 non si candidò alla rielezione come governatore e l'anno seguente, alcuni leader del Partito Democratico-Repubblicano tentarono di reclutarlo per la candidatura alla vicepresidenza nelle elezioni presidenziali, ma Clinton si rifiutò e il partito si rivolse a un altro newyorkese, Aaron Burr, che venne eletto insieme a Jefferson. Clinton ricevette comunque 7 voti elettorali. Dopo il 1795, non ricoprì alcuna carica politica fino all'aprile 1800 quando fu eletto nella 24ª legislatura dell'Assemblea dello Stato di New York. Su sollecitazione di Burr, nel 1801, si presentò alle elezioni a governatore dello Stato e sconfisse il candidato del Partito Federalista, Stephen Van Rensselaer, rimanendo in carica fino al 1804. Complessivamente in carica per 21 anni di servizio, il mandato a governatore di Clinton più lungo degli Stati Uniti, fino al 14 dicembre 2015, quando il governatore dell'Iowa, Terry Branstad, lo ha superato.

#### La questione del Vermont
I territori oggi compresi nello Stato del Vermont erano, prima del 1764, rivendicati dalle colonie del New Hampshire e di New York. Durante il periodo dal 1749 al 1764 l'area fu governata come parte de facto del New Hampshire e arrivarono molte migliaia di coloni. Nel 1764 re Giorgio III assegnò la regione contesa, allora chiamata New Hampshire Grants, a New York, che rifiutò di riconoscere le rivendicazioni della proprietà basate sulla legge del New Hampshire, minacciando così lo sfratto di molti coloni. Di conseguenza, l'autorità di New York fu contrastata dalle autorità locali e dalla milizia nota come Green Mountain Boys. Nel 1777, dopo la Dichiarazione di Indipendenza, persa ogni speranza di proteggere le loro proprietà con decisioni della corona inglese o dei tribunali d'Inghilterra, i politici dei territori contesi dichiararono l'area uno Stato indipendente, denominandosi Vermont. Le ripetute petizioni del Vermont per l'ammissione all'Unione negli anni successivi furono respinte dal Congresso continentale, in gran parte a causa dell'opposizione dello Stato di New York e del suo governatore George Clinton.
Nel 1778 Clinton scrisse ad alcuni abitanti del Vermont fedeli a New York, incoraggiandoli "a opporsi al ridicolo e distruttivo Piano di erigere quelle Terre in uno Stato Indipendente".
Il 2 marzo 1784, il parlamento di New York, con il sostegno di Clinton, ordinò ai suoi delegati di "spingere il Congresso a una decisione nella lunga controversia", affermando che New York avrebbe dovuto "ricorrere alla forza, per la conservazione della sua legittima autorità" e che, all'inerzia del Congresso, lo Stato di New York sarebbe risultato "privo della protezione degli Stati Uniti".
Tuttavia, una commissione del Congresso raccomandò il riconoscimento del Vermont e la sua ammissione all'Unione, ma il relativo disegno di legge cui si opponevano i delegati di New York, non venne approvato. Sei anni dopo il parlamento di New York decise di rinunciare alle pretese sul Vermont a condizione che il Congresso accettesse l'ingresso nell'Unione, così il nuovo Stato fu ammesso il 4 marzo 1791.

### Vicepresidenza (1805-1812)
Clinton fu scelto come vicepresidente del presidente Jefferson nelle elezioni presidenziali del 1804, in sostituzione di Aaron Burr. Il rapporto fra Burr e l'amministrazione Jefferson si logorò fin dall'inizio del mandato e il presidente si consultò spesso con Clinton, piuttosto che con Burr, per quanto riguarda le nomine a New York. Per le elezioni del 1804, apparve quindi naturale scegliere Clinton per sostituire Burr, anche per la sua popolarità nello Stato di New York, importante per le elezioni. Inoltre, Jefferson favorì la nomina di Clinton anche perché anticipò che, all'età di 69 anni nel 1808, sarebbe stato troppo vecchio per lanciare un'offerta presidenziale contro il successore preferito di Jefferson, il Segretario di Stato James Madison.
Fu quindi il quarto vicepresidente degli Stati Uniti, prima sotto Jefferson, dal 1805 al 1809, e poi sotto il presidente Madison dal 1809 fino alla sua morte per un attacco di cuore il 20 aprile 1812, all'età di 72 anni. Al fine di non aumentare la fama e la popolarità del suo vicepresidente, Jefferson ignorò Clinton che, da parte sua, fu considerato da molti senatori un presidente del Senato inefficace, a causa della scarsa familiarità con le regole di tale ramo del Parlamento.
Nella corsa alle elezioni presidenziali del 1808, Clinton tentò di sfidare Madison, ma nel caucus i sostenitori del Segretario di Stato riuscirono a farlo nominare come candidato alla vicepresidenza. Tuttavia la fazione a lui favorevole propose comunque Clinton quale candidato presidenziale, attaccando proprio la politica estera dell'amministrazione Jefferson. Il Partito Federalista accarezzò l'idea di appoggiare la candidatura di Clinton, ma alla fine scelse di nominare nuovamente la coppia sconfitta nel 1804, Charles Cotesworth Pinckney e Rufus King. Il forte sostegno a Madison all'interno del partito Democratico-Repubblicano lasciò a Clinton solo sei voti elettorali per la presidenza, ma gli permise di ricevere i voti necessari alla vicepresidenza dalla maggior parte degli elettori democratici-repubblicani, che non volevano creare un precedente che sfidasse la scelta del caucus.
Dopo le elezioni del 1808, Clinton e i suoi sostenitori si opposero all'amministrazione Madison e il Vicepresidente si adoperò per bloccare la nomina di Albert Gallatin a Segretario di Stato. In aggiunta, Clinton votò in maniera decisiva contro il rifinanziamento della First Bank degli Stati Uniti. Clinton è stato il primo vicepresidente a morire in carica e il primo vicepresidente a morire in generale. Inoltre, è stato il primo di due vicepresidenti a ricoprire la carica sotto due diversi presidenti (il secondo e ultimo caso fu quello di John C. Calhoun, sotto le presidenze di Quincy Adams e Jackson).
Dopo la morte venne originariamente sepolto a Washington. Nel 1908 la salma venne però traslata presso l'Old Dutch Churchyard a Kingston, nello Stato di New York.
Il nipote, DeWitt Clinton, sfidò il presidente Madison nel 1812, dopo la morte di George Clinton. DeWitt Clinton ottenne il sostegno della maggior parte dei federalisti, ma fu comunque sconfitto da Madison che venne eletto per un nuovo mandato.

## Matrimonio e figli
Il 7 febbraio 1770 Clinton sposò Sarah Cornelia Tappen (morta nel 1800); ebbero cinque figlie e un figlio. Solo tre di loro sono sopravvissuti al padre e il figlio più longevo è morto all'età di soli 44 anni.
1. Catharine Clinton (1770-1811); sposò John Taylor, deceduto nel 1791, e poi, nel 1800, Pierre Van Cortlandt, Jr., figlio dell'omonimo che fu il primo Vicegovernatore di New York
2. Cornelia Tappen Clinton (1774-1810); sposò Edmond-Charles Genêt
3. George Washington Clinton (1778-1813); sposò Anna Floyd, figlia di William Floyd, uno dei padri fondatori
4. Elizabeth Clinton (1780-1825); sposò Matthias B. Tallmadge
5. Martha Washington Clinton (1783-1795)
6. Maria Clinton (1785–1829); sposò il dottor Stephen D. Beekman, nipote di Pierre Van Cortlandt

## Eredità

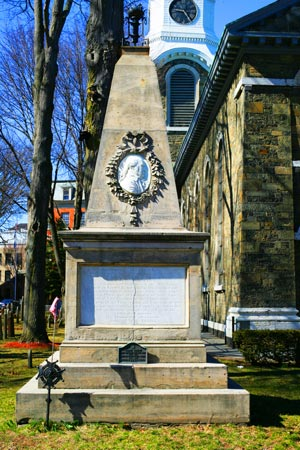
Il monumento funebre di George Clinton a Kingston, New York

Lo storico Alan Taylor descrisse George Clinton come "Il politico più astuto della New York rivoluzionaria", un uomo che "capì il potere dei simboli e la nuova popolarità di uno stile semplice, specialmente quando praticato da un uomo con i mezzi e l'ambizione adeguati per porsi al di sopra del gente comune." Il suo matrimonio con Cornelia Tappen rafforzò la sua posizione politica nella contea dell'Ulster, fortemente olandese.
In suo onore sono stati nominati: la Contea di Clinton, nello Stato di New York, la Contea di Clinton, in Ohio, il villaggio di Clinton, nella Oneida County, New York (sede dell'Hamilton College) e Clintonville, Columbus, Ohio.
Nel 1873, lo Stato di New York donò una statua in bronzo di Clinton alla National Statuary Hall Collection del Campidoglio degli Stati Uniti. Nel 1787 Clinton fu raffigurato su una moneta di rame non autorizzata coniata privatamente a New York con "EXCELSIOR" sul rovescio.
Clinton è stato raffigurato nel dipinto Dichiarazione di indipendenza di John Trumbull anche se non firmò il documento, né era presente quando ciò fu fatto. Nel 1976 il dipinto è apparso sul retro della banconota da due dollari e ristampato nella serie del 1995 e in quella del 2003.
Nel 2000, lo Stato di New York ha rinominato in suo onore "George Clinton Kingston–Rhinecliff Bridge" il ponte che attraversa il fiume Hudson e unisce Kingston a Rhinecliff.